# Keisuke Kōmoto
Keisuke Kōmoto (河本 啓佑 Kōmoto Keisuke?,  Tsuyama, Prefectura de Okayama, 18 de noviembre de 1986) es un actor de voz japonés, afiliado a Production Ace. Algunos de sus roles más destacados incluyen el de Raul Chaser en Yu-Shibu, Kyōtarō Azuma en Tokyo ESP, Shinichirō Asano en Isuca, Akihiko Beppu en Binan Kōkō Chikyū Bōei-bu Love! Love!, Nozomu Nanashima en Watashi ga Motete Dōsunda y Tazuki Kamiya en Miira no Kaikata. Kōmoto también fue miembro de la unidad Boy's Beat.

## Biografía
Kōmoto nació el 18 de noviembre de 1986 en la ciudad de Tsuyama, prefectura de Okayama. Tiene un hermano dos años mayor, Kento, quien es comediante. Inicialmente aspiraba a ser abogado y tenía planes de ingresar a una facultad de derecho, incluso asistió a una audiencia de prueba. Sin embargo, después de ver la serie de anime Mobile Suit Gundam SEED por recomendación de un amigo, decidió convertirse en actor de voz. Ingresó al departamento vocal de la Amusement Media General Academy.
En 2016, obtuvo el papel regular de Akihiko Beppu en la serie Binan Kōkō Chikyū Bōei-bu Love! Love!. Kōmoto, junto a su colega Yoshiki Murakami, también fue locutor de un programa de radio llamado Binan Kōkō Chikyū Bōei-bu Love! Love! ☆Radio☆The☆VEPPer☆, cuya transmisión se extendió más de un año después de la finalización de la serie. El programa fue galardonado con el 3er Aniradi Arward al "mejor programa nuevo" y el 4º Aniradi Arward al "mejor programa radio masculino"

## Filmografía

### Anime
2007
- Night Wizard! como Mago

2008
- Oden-kun como Computer
- Kurozuka como Hombre
- Sargento Keroro como Hombre
- Skip Beat! como Imai
- Antique Bakery como Cliente, estudiante
- Hakushaku to Yōsei como Loin
- Hatara Kizzu Maihamu Gumi como Mensajero
- Hyakko
- Sands of Destruction
- One Piece como Pirata

2009
- Oden-kun
- Saki
- Skip Beat!

2011
- Itsuka Tenma no Kuro Usagi como Estudiante
- Little Battlers Experience como Yujin, Otared

2012
- Another como Manabu Maejima
- Little Battlers eXperience W como Yujin

2013
- Red Data Girl como Yōhei Misaki
- Star Blazers: Space Battleship Yamato 2199 como Ayuto Toki
- Seitokai no Ichizon como Estudiante
- Daiya no Ace como Hiro Ōshima
- Mondaiji-tachi ga Isekai Kara Kuru Sō Desu yo? como Subordinado A
- Yu-Shibu como Raul Chaser

2014
- Tokyo ESP como Kyōtarō Azuma
- Hitsugi no Chaika como Guardia
- Love Stage!! como Varios

2015
- Isuca como Shinichirō Asano
- Shokugeki no Sōma
- Shinmai Maō no Testament como Admiras
- Tai-Madō Gakuen 35 Shiken Shōtai como Hermano de Usagi
- Nanatsu no Taizai como Varios

2016
- All Out!!
- Nananin no Ayakashi: Chimi Chimi Mōryō!! Gendai Monogatari como Kurokitenko
- Big Order como Varios
- Binan Kōkō Chikyū Bōei-bu Love! Love! como Akihiko Beppu
- Watashi ga Motete Dōsunda como Nozomu Nanashima

2017
- Boruto: Naruto Next Generations como Kagura Karatachi

2018
- Miira no Kaikata como Tazuki Kamiya
- Butlers: Chitose Momotose Monogatari como Hikari Kageyama

## Música
- Interpretó junto a Yoshitsugu Matsuoka, Nobunaga Shimazaki y Yūki Ono el opening de Watashi ga Motete Dousunda 『Prince×Prince』.